# International Cocoa Organization
L'International Cocoa Organization (ICCO), anglais pour Organisation internationale du cacao, est une organisation internationale destinée à appliquer l'Accord international sur le cacao (International Cocoa Agreement).
Fondée en 1973, son siège social se trouvait à Londres, mais a été transféré à Abidjan en avril 2017, la Côte d'Ivoire étant de loin le premier producteur mondial de cacao. Ses membres sont à la fois les pays producteurs et les pays consommateurs de cacao. En 2010, son directeur est Jan Vingerhoets.

## Membres
En 2020, 51 pays au total avaient adhéré à l'Accord international sur le cacao de 2010.